# Józef Cyrankiewicz
Józef Adam Zygmunt Cyrankiewicz (Tarnau, Osztrák–Magyar Monarchia, 1911. április 23. – Varsó, 1989. január 20.) lengyel kommunista politikus, az 1948 utáni lengyelországi politikai élet prominens alakja. Két ízben, 1947-től 1952-ig, majd 1954-től 1970-ig Lengyelország miniszterelnöke volt, 1970–1972-ben államfőként irányította az államtanács munkáját.

## Élete
Az akkor az Osztrák–Magyar Monarchiához tartozó Tarnauban (ma Tarnów, Lengyelország) született. A krakkói Jagelló Egyetemen végezte tanulmányait. Korán csatlakozott a Lengyel Szocialista Párthoz, amelynek helyi szervezetét 1935-től ő vezette. A második világháború kirobbanását, hazája Harmadik Birodalom általi lerohanását követően csatlakozott a földalatti mozgalomhoz és a Honi Hadsereghez. 1942-ben a Wehrmacht letartóztatta, s szeptember 4-én az auschwitzi koncentrációs táborba került. Az ott fogva tartott baloldaliakkal felvette a kapcsolatot, s ellenállásukat szervezte. A munkájának köszönhetően létrejött soknemzetiségű fogolyszervezet sikeresen a külvilágba juttatott egy üzenetet az Auschwitzban folyó borzalmakról. A front közeledtével több fogolytársával együtt a mauthausen-guseni koncentrációs táborba szállították át, 1945-ben itt szabadították fel az amerikai csapatok. Pár évvel később, 1948-ban Cyrankiewicz hamisan tanúskodott egykori auschwitzi fogolytársa, az ellenállási mozgalomban részt vevő Witold Pilecki ellen a kommunista államvezetés által indított koncepciós perben.
A világháborút követően, 1946-ban a Lengyel Szocialista Párt központi végrehajtó bizottságának főtitkárává nevezték ki, 1947 februárjában pedig Lengyelország miniszterelnöke lett. Cyrankiewicz és hivatali elődje, Edward Osóbka-Morawski között hamarosan politikai kenyértörésre került sor, a Lengyel Szocialista Párt kettészakadt. A kommunista eszmékhez húzó frakció vezetője Cyrankiewicz, a kommunistaellenes népfronti politika útjára lépő, a Lengyel Parasztpárttal kapcsolatokat kereső szárny irányítója pedig Osóbka-Morawski lett. Cyrankiewicz hitet tett a kommunizmus mellett, s szorgalmazta a Lengyel Kommunista Párttal való fúziót, bár szocialista programjában ekkor még elutasította az egypártrendszert. Miután a szocialista és a kommunista párt 1948-ban egyesült, az újonnan alakult Lengyel Egyesült Munkáspárt (LEMP) központi bizottságának titkári tisztségére Cyrankiewiczet jelölték. 
1952 novemberétől a Bolesław Bierut vezette kabinet miniszterelnök-helyetteseként tevékenykedett, majd 1954 márciusában ismét ő került a lengyel kormány élére. 1956-ban erőskezű vezetőként vetett véget az országban meginduló tiltakozóakcióknak. Az 1970-ben az áremelések miatt kitört tengermelléki sztrájkokat és munkástüntetéseket leverő, 42 civilt meggyilkoló karhatalom tagjainak állami kitüntetést adományozott, de végül 1970 decemberében kénytelen volt megválni posztjától. 1970 decemberétől 1972 márciusáig az államtanács elnökeként Lengyelország államfője volt. Ezt követően fokozatosan visszavonult a politika élvonalából, 1975 decemberében már a LEMP központi bizottsági tagságát is elveszítette.

## Fordítás
- Ez a szócikk részben vagy egészben  a   Józef Cyrankiewicz című angol Wikipédia-szócikk ezen változatának fordításán alapul.  Az eredeti cikk szerkesztőit annak laptörténete sorolja fel. Ez a jelzés csupán a megfogalmazás eredetét és a szerzői jogokat jelzi, nem szolgál a cikkben szereplő információk forrásmegjelöléseként.